# Kowalew (powiat pleszewski)
Kowalew – wieś w Polsce położona w województwie wielkopolskim, w powiecie pleszewskim, w gminie Pleszew.
Stacja kolei normalnotorowej Pleszew oraz Krotoszyńskiej Kolei Dojazdowej – Pleszew Wąskotorowy.
W latach 1954–1968 wieś należała i była siedzibą władz gromady Pleszew, po jej zniesieniu w gromadzie Pleszew. W latach 1975–1998 miejscowość administracyjnie należała do województwa kaliskiego.
W Kowalewie znajduje się Diecezjalny Ośrodek Duszpasterstwa Trzeźwości, prowadzony przez ks. proboszcza prałata Wiesława Kondratowicza. Parafia Kowalew pod wezwaniem św. Bartłomieja w 2009 roku obchodziła 600-lecie parafii oraz 50-lecie konsekracji kościoła. 

## Historia

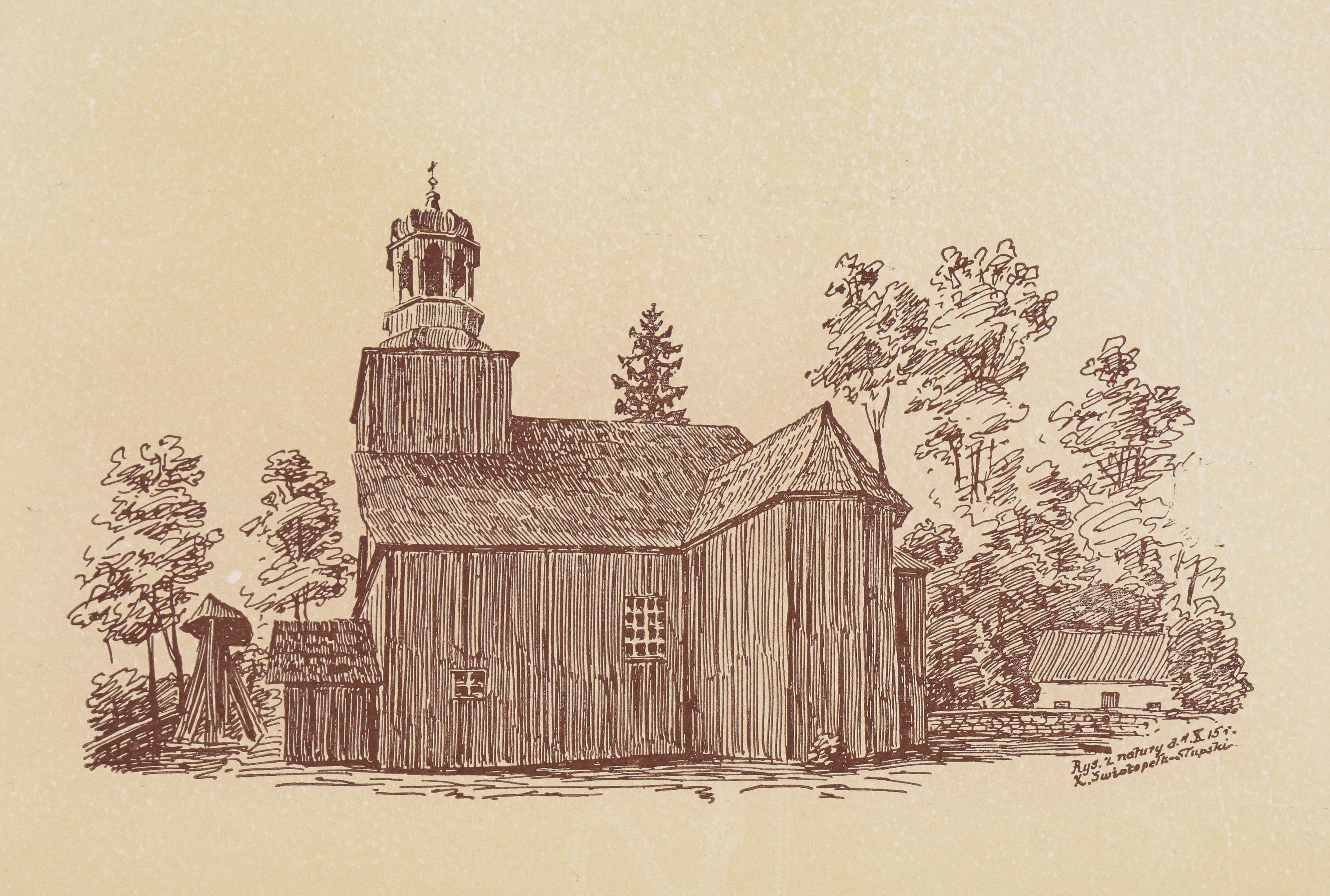
Widok kościoła przed 1917

Kowalew występuje w źródłach co najmniej od 1414 roku. W XV i XVI wieku należał do Kowalewskich herbu Nowina, w XVII wieku Parczewskich, w XVIII i XIX wieku Kurcewskich, w tym Józefa Kurcewskiego, po którego śmierci spadkobiercy sprzedali Kowalew Leonowi Mukułowskiemu, posłowi na Sejm Pruski. W 1891 roku Kowalew znalazł się we władaniu antypolskiej Komisji Kolonizacyjnej. Po rozparcelowaniu dwór z resztówką kupił Niemiec Bruggemann, który z kolei sprzedał go w 1927 roku Polakowi wygnanemu z Ukrainy przez rewolucję bolszewicką Karolowi Konstantemu Belina- Brzozowskiemu.

## Zabytki
Według danych Narodowego Instytutu Dziedzictwa (NID) z dnia 15.12.2017 na obszarze wsi Kowalew znajdują się 2 zabytkowe obiekty wpisane do rejestru zabytków. 

### Dwór z 2. poł. XIX w.
Piętrowy dwór został wzniesiony zapewne w trzeciej ćwierci XIX wieku. Leży w centrum parku z trzema stawami. Pomiędzy nimi jest mostek, przez który prowadzi główna aleja dojazdowa. Dobiega ona na podjazd przed elewacją frontową, zwróconą ku wschodowi.
Pałac jest murowaną, podpiwniczoną, dwukondygnacyjną budowlą. Na rzucie jest prostokątem zbliżonym do kwadratu. Budynek został nakryty czterospadowym dachem z tzw. latarnią, mieszczącą świetlik umożliwiający oświetlenie wnętrza holu. 
Dwór ma formy klasycyzujące. Nie wiadomo, czy ten styl zawdzięcza Kurcewskim, czy zrealizowali ją dopiero Mukułowscy w 2. połowie XIX stulecia. Klasycystyczna jest dekoracja otynkowanych elewacji z prostokątnymi oknami. Narożniki budynku zostały zaakcentowane żłobkowanymi pilastrami. Wygląd elewacji frontowej urozmaicono płaskim ryzalitem zwieńczonym trójkątnym frontonem. Poprzedza go mały ganek z tablicą "Przystań z bożej łaski", nad którym znajduje się niewielki balkon. Główne wejście do pałacu poprzedzono schodami z tarasem. Prowadziło ono do reprezentacyjnej sieni, za którą rozplanowano hol ze schodami na piętro i świetlikiem w stropie. W osi holu znajdowała się jadalnia z wyjściem do ogrodu, a po bokach wnętrza reprezentacyjne. Prywatne pokoje właścicieli znajdowały się na piętrze.
W czasach ostatnich właścicieli pałac został rozbudowany o niewielki aneks od frontu oraz pawilon ogrodu zimowego z tarasem, przy południowej elewacji bocznej. Dwór do dziś pozostaje w rękach spadkobierców po Karolu Konstantym Belina- Brzozowskim. Wstęp na teren parku jak i fotografowanie zabytku za zgodą właścicieli.

### Park z 2. poł. XIX w.
Park krajobrazowy o powierzchni 2,97 ha założony został w końcu XIX wieku. Drzewostan złożony z kasztanowców, jesionów, klonów, świerków, a także okazów jałowca odm. irlandzkiej i wirginijskiego, migdała trójklapowego i orzecha szarego.

## Demografia
Według Narodowego Spisu Powszechnego Ludności i Mieszkań z 2011 roku liczba ludności we wsi Kowalew wynosiła 1 701, z czego 49,2% stanowiły kobiety, a 50,8% mężczyźni.  
W latach 1998–2011 liczba mieszkańców wzrosła o 17,0%.  
Współczynnik feminizacji we wsi wynosił 97 i był mniejszy od współczynnika feminizacji dla województwa wielkopolskiego oraz mniejszy od współczynnika dla całej Polski.  
64,0% mieszkańców wsi Kowalew było w wieku produkcyjnym, 21,4% w wieku przedprodukcyjnym, a 14,6% mieszkańców w wieku poprodukcyjnym. Na 100 osób w wieku produkcyjnym przypadało we wsi Kowalew 56,2 osób w wieku nieprodukcyjnym. Ten wskaźnik obciążenia demograficznego był więc znacznie mniejszy od wskaźnika dla województwa wielkopolskiego oraz dla całej Polski. 